# Pseudicius vesporum
Pseudicius vesporum is een spinnensoort uit de familie springspinnen (Salticidae). De soort komt voor in de Filipijnen.